# 苦瓜烯醇
苦瓜烯醇（英語：Momordenol，或称为豆甾-5,14-二烯-16-酮-3β-醇）是一种天然的豆甾烷型植物固醇，在1997年由S. Begum等于苦瓜（Momordica charantia）的新鲜果实中发现，因而得名，可溶于乙酸乙酯和甲醇，不溶于氯仿和汽油，常温下为针状结晶，熔点160–161 °C。